# DKW RT 250

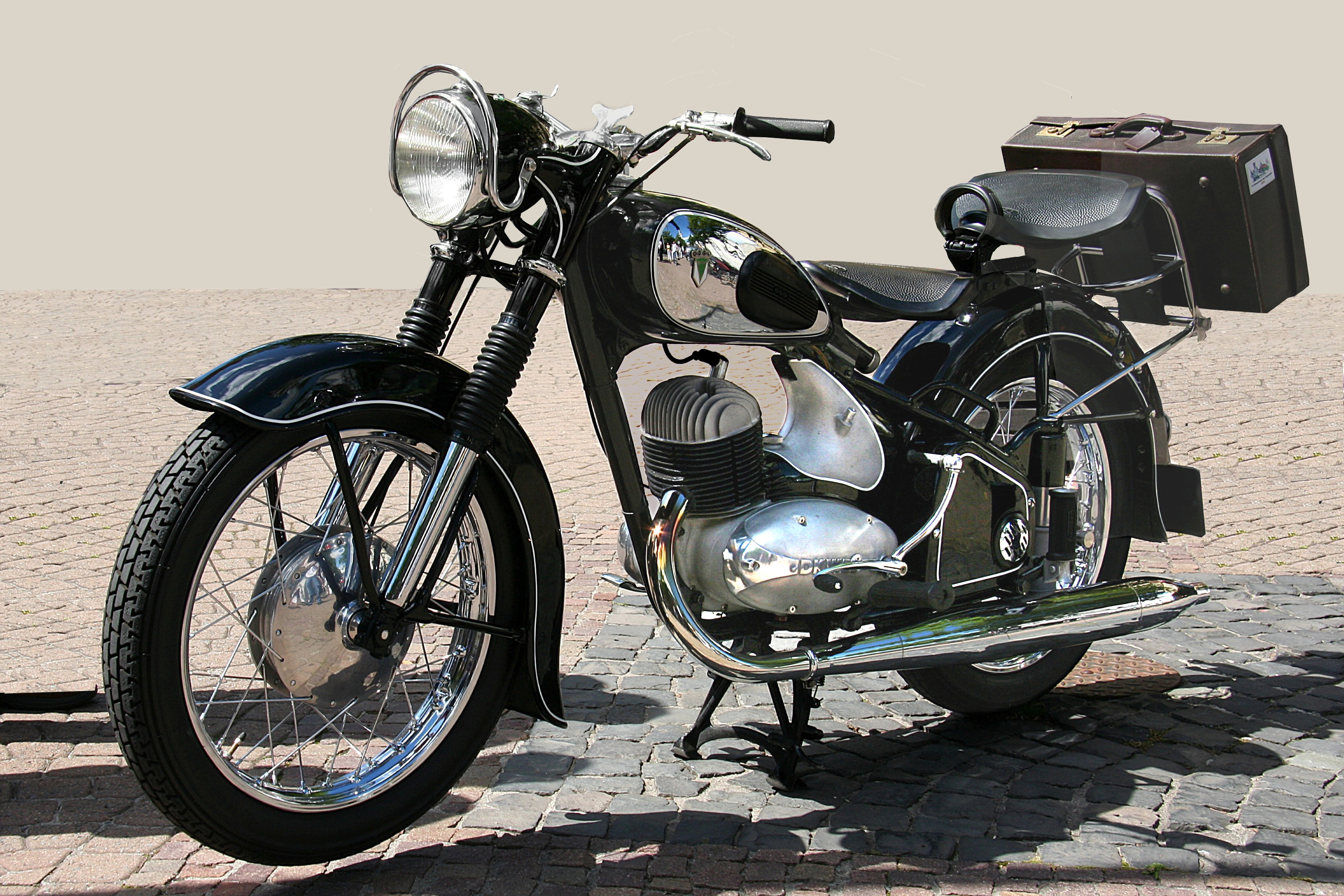
DKW RT 250/2, Baujahr 1955

Die DKW RT 250 ist ein Motorrad der Auto Union GmbH. Neben anderen Motorrädern der Marke DKW baute das Unternehmen in Ingolstadt fünf sich geringfügig unterscheidende RT-Modelle mit 250-cm³-Motoren. Die Abkürzung RT in Verbindung mit dem Markennamen DKW steht für Reichstyp, verweist auf die erfolgreichen Vorkriegsmodelle RT 100 und RT 125 und zeigt gleichzeitig die Verwandtschaft zur restlichen Motorrad-Modellpalette der Auto Union.

## Modellentwicklung

### Allgemeines
Die Auto Union stellte die Neuentwicklung RT 250 erstmals im Herbst 1951 auf der Internationalen Fahrrad- und Motorrad-Ausstellung (IFMA) in Frankfurt am Main vor. Das Motorrad hatte zunächst den Rahmen des Schwestermodells RT 200 mit ungefederter Hinterradaufhängung. Mit diesem Rahmen wurden lediglich 23 Vorserienmodelle produziert.
Eine Besonderheit der Motoren ist die Schränkung der Kurbelwelle (die Achse der Kurbelwelle liegt seitlich versetzt zur Zylindermittenachse), die ein leicht unsymmetrisches Steuerdiagramm zur Folge hat.

### RT 250 H und RT 250/1
Mit Beginn der Serienproduktion wurde ein neu entwickelter Rahmen mit Hinterradfederung eingesetzt, den auch das Nachfolgemodell erhielt. Die Modellbezeichnung änderte sich dadurch in DKW RT 250 H (H = Hinterradfederung). Laut dem Katalog 100 Motorräder in Wort und Bild des Verlags Handel und Wirtschaft, München, von 1952 leistete der Motor, ein Einzylinder-Zweitakter mit einem Hubraum von 244 cm³, in der ersten Ausführung 11 PS bei 4000/min. Das Motorrad hatte ein Dreiganggetriebe mit Fußschaltung, die Höchstgeschwindigkeit war mit 100 km/h, der Kraftstoffnormverbrauch mit 2,8 l/100 angegeben.
Im Sommer 1953 kam die RT 250/1 mit Vierganggetriebe auf den Markt. Obwohl nur wenige Monate später das völlig neu entwickelte Nachfolgemodell RT 250/2 vorgestellt wurde, war dieses Modell wenige Monate lang erhältlich.

### RT 250/2
Die im Herbst 1953 vorgestellte DKW RT 250/2 verfügt über einen neu konstruierten Motor, der mit anderem Bohrung-Hub-Verhältnis auch im Schwestermodell RT 175 eingebaut wurde. Der Zylinder war neu gestaltet und hatte mit Rücksicht auf etwaige Beiwageninsassen den Auslass beziehungsweise Auspuff auf der linken Seite. Neu war außerdem die Verkleidung des Vergasers. Die Motorleistung betrug zu Beginn der Bauzeit laut Verkaufsprospekt 13,5 PS (9,9 kW) bei 5000/min. Die Kraft wurde wie bei den anderen DKW-Motorrädern von der Kurbelwelle zum Getriebe (Primärantrieb) mit einer Hülsenkette und vom Getriebe zum Hinterrad mit einer Rollenkette übertragen.
Das Fahrwerk bestand weiterhin aus einem geschlossenen, verschweißten Stahlrohrrahmen, Teleskopgabel und hinterer Geradeweg-Teleskopfederung. Die RT 250 hatte Vollnabenbremsen, Durchmesser vorn 180 mm, hinten 160 mm.

### RT 250 S und RT 250 VS

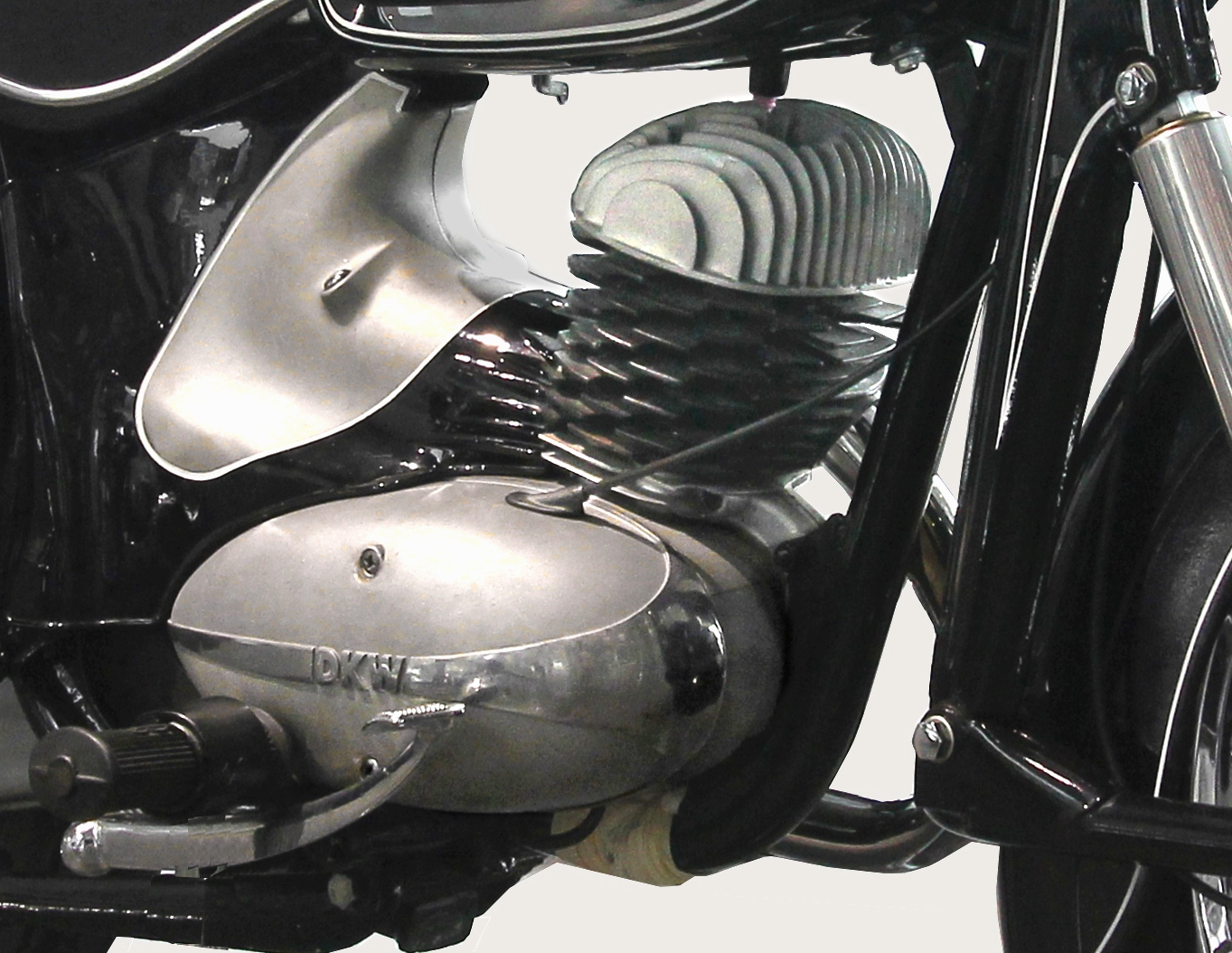
Stachelrippenzylinder

Ab Februar 1956 war im Zuge der Modellpflege die RT 250 S (S = Schwinge) mit durch Federbeine abgestützter hinterer Langarmschwinge erhältlich. Die Ausrüstung mit dieser Hinterradaufhängung war eine Folge der positiven Erfahrungen bei den bereits vorher damit ausgerüsteten DKW-Motorrädern RT 175 S, 200 S und 350 S.
Neu war auch bei allen RT-Modellen der Stachelrippenzylinder, weshalb die Motorräder spöttisch auch „Stachelschwein“ genannt wurden. Die Kühlrippen waren unterbrochen und gegeneinander versetzt, um die keineswegs bemängelten thermischen Verhältnisse des Motors noch zu verbessern.
Im Herbst 1956 stellte die Auto Union auf der IFMA die Modellvariante RT 250 VS (VS = Vorderschwinge, bzw. Vollschwinge) vor. Das Modell ist bis auf die Vorderradaufhängung mit geschobener Langarmschwinge baugleich mit dem Modell 250 S. Der Frontscheinwerfer erhielt eine Verkleidung, die gleichzeitig bis über die Cockpitarmaturen reicht und eine Leuchtweitenverstellung mit Drehknopf.

## Technische Daten im Vergleich
| Baujahre              | Herbst 1951 bis Nov. 1953                                              | Aug. bis Dez. 1953                                                     | Dez. 1953 bis Nov. 1955                                   | Feb. bis Okt. 1956                                        | Okt. 1956 bis Okt. 1957                                   |                                                           |                                                           |
| Motor                 | fahrtwindgekühlter Einzylinder-Zweitaktmotor, Kickstarter              | fahrtwindgekühlter Einzylinder-Zweitaktmotor, Kickstarter              | fahrtwindgekühlter Einzylinder-Zweitaktmotor, Kickstarter | fahrtwindgekühlter Einzylinder-Zweitaktmotor, Kickstarter | fahrtwindgekühlter Einzylinder-Zweitaktmotor, Kickstarter | fahrtwindgekühlter Einzylinder-Zweitaktmotor, Kickstarter | fahrtwindgekühlter Einzylinder-Zweitaktmotor, Kickstarter |
| Steuerung             | Schlitzsteuerung                                                       | Schlitzsteuerung                                                       | Schlitzsteuerung                                          | Schlitzsteuerung                                          | Schlitzsteuerung                                          |                                                           |                                                           |
| Ladungswechsel        | Umkehrspülung                                                          | Umkehrspülung                                                          | Umkehrspülung                                             | Umkehrspülung                                             | Umkehrspülung                                             |                                                           |                                                           |
| Bohrung × Hub         | 70 × 64 mm                                                             | 70 × 64 mm                                                             | 70 × 64 mm                                                | 70 × 64 mm                                                | 70 × 64 mm                                                |                                                           |                                                           |
| Hubraum               | 244 cm³                                                                | 244 cm³                                                                | 244 cm³                                                   | 244 cm³                                                   | 244 cm³                                                   |                                                           |                                                           |
| Verdichtung           | 6,3 : 1                                                                | 6,3 : 1                                                                | 6,1–6,3 : 1                                               | 6,3–6,5 : 1                                               | 6,3–6,5 : 1                                               |                                                           |                                                           |
| Nennleistung          | 11,5 PS (8,5 kW) bei 4500/min Ende 1953: 12,5 PS (9,2 kW) bei 4500/min | 11,5 PS (8,5 kW) bei 4500/min Ende 1953: 12,5 PS (9,2 kW) bei 4500/min | 14,1 PS (10,4 kW) bei 4700/min                            | 15,1 PS (11,1 kW) bei 5000/min                            | 15,1 PS (11,1 kW) bei 5000/min                            |                                                           |                                                           |
| max. Drehmoment       | 2 kpm (19,6 Nm) 3200/min                                               | 2 kpm (19,6 Nm) 3200/min                                               | 2,17 kpm (21,3 Nm) bei 4150/min                           | n. b.                                                     | n. b.                                                     |                                                           |                                                           |
| Gemischaufbereitung   | Bing-Schrägdüsen-Vergaser                                              | Bing-Schrägdüsen-Vergaser                                              | Bing-Schrägdüsen-Vergaser                                 | Bing-Schrägdüsen-Vergaser                                 | Bing-Schrägdüsen-Vergaser                                 |                                                           |                                                           |
| Schmierung            | Zweitaktgemisch 1 : 25                                                 | Zweitaktgemisch 1 : 25                                                 | Zweitaktgemisch 1 : 25                                    | Zweitaktgemisch 1 : 25                                    | Zweitaktgemisch 1 : 25                                    |                                                           |                                                           |
| Zündung               | Batteriezündung, kontaktgesteuert                                      | Batteriezündung, kontaktgesteuert                                      | Batteriezündung, kontaktgesteuert                         | Batteriezündung, kontaktgesteuert                         | Batteriezündung, kontaktgesteuert                         |                                                           |                                                           |
| Lichtmaschine         | 6 V – 45/60 W                                                          | 6 V – 45/60 W                                                          | 6 V – 50/70 W                                             | 6 V – 50/70 W                                             | 6 V – 50/70 W                                             |                                                           |                                                           |
| Bordspannung          | 6 V                                                                    | 6 V                                                                    | 6 V                                                       | 6 V                                                       | 6 V                                                       |                                                           |                                                           |
| Kupplung              | Mehrscheibenkupplung im Ölbad, mechanisch betätigt                     | Mehrscheibenkupplung im Ölbad, mechanisch betätigt                     | Mehrscheibenkupplung im Ölbad, mechanisch betätigt        | Mehrscheibenkupplung im Ölbad, mechanisch betätigt        | Mehrscheibenkupplung im Ölbad, mechanisch betätigt        |                                                           |                                                           |
| Getriebe              | 3-Gang-Getriebe                                                        | 4-Gang-Getriebe                                                        | 4-Gang-Getriebe                                           | 4-Gang-Getriebe                                           | 4-Gang-Getriebe                                           |                                                           |                                                           |
| Sekundärübersetzung   | 19/48 17/40 als Gespann                                                | 19/48 15/48 als Gespann                                                | 19/48 15/48 als Gespann                                   | 19/46 16/46 als Gespann                                   | 19/46 16/46 als Gespann                                   |                                                           |                                                           |
| Endantrieb            | Rollenkette                                                            | Rollenkette                                                            | Rollenkette                                               | Rollenkette                                               | Rollenkette                                               |                                                           |                                                           |
| Rahmen                | geschlossener Stahlrohrrahmen                                          | geschlossener Stahlrohrrahmen                                          | geschlossener Stahlrohrrahmen                             | geschlossener Stahlrohrrahmen                             | geschlossener Stahlrohrrahmen                             |                                                           |                                                           |
| Maße (L × B × H)      | 2080 × 935 × 680 mm                                                    | 2080 × 935 × 680 mm                                                    | 2133 × 970 × 660 mm                                       | 2077 × 963 × 660 mm                                       | 2078 × 963 × 660 mm                                       |                                                           |                                                           |
| Radstand              | 1350 mm                                                                | 1350 mm                                                                | 1350 mm                                                   | 1350 mm                                                   | 1350 mm                                                   |                                                           |                                                           |
| Sitzhöhe              | 690 mm                                                                 | 690 mm                                                                 | 750 mm                                                    | 743 mm                                                    | 743 mm                                                    |                                                           |                                                           |
| Radaufhängung vorn    | Teleskopgabel, pneumatisch gedämpft, 140 mm Federweg                   | Teleskopgabel, pneumatisch gedämpft, 140 mm Federweg                   | Teleskopgabel, pneumatisch gedämpft, 140 mm Federweg      | Teleskopgabel, pneumatisch gedämpft, 140 mm Federweg      | geschobene Langarmschwinge                                |                                                           |                                                           |
| Radaufhängung hinten  | Geradeweg-Teleskopfederung mit 40 mm Federweg                          | Geradeweg-Teleskopfederung mit 40 mm Federweg                          | Geradeweg-Teleskopfederung mit 40 mm Federweg             | Langarmschwinge mit 95 mm Federweg                        | Langarmschwinge mit 95 mm Federweg                        |                                                           |                                                           |
| Felgengröße vorn      | 1,85 × 19″                                                             | 1,85 × 19″                                                             | 1,85 × 19″                                                | 2,15 × 18″                                                | 2,15 × 18″                                                |                                                           |                                                           |
| Felgengröße hinten    | 2,15 × 19″                                                             | 2,15 × 19″                                                             | 2,15 × 19″                                                | 2,15 × 18″                                                | 2,15 × 18″                                                |                                                           |                                                           |
| Bereifung vorn        | 3,25–19″                                                               | 3,25–19″                                                               | 3,25–19″                                                  | 3,25–18″                                                  | 3,25–18″                                                  |                                                           |                                                           |
| Bereifung hinten      | 3,50–19″                                                               | 3,50–19″                                                               | 3,50–19″                                                  | 3,25–18″                                                  | 3,25–18″                                                  |                                                           |                                                           |
| Bremse vorn           | Vollnabenbremse, Ø 160 mm                                              | Vollnabenbremse, Ø 160 mm                                              | Vollnabenbremse, Ø 180 mm                                 | Vollnabenbremse, Ø 180 mm                                 | Vollnabenbremse, Ø 180 mm                                 |                                                           |                                                           |
| Bremse hinten         | Vollnabenbremse, Ø 160 mm                                              | Vollnabenbremse, Ø 160 mm                                              | Vollnabenbremse, Ø 160 mm                                 | Vollnabenbremse, Ø 180 mm                                 | Vollnabenbremse, Ø 180 mm                                 |                                                           |                                                           |
| Leergewicht           | 135 kg                                                                 | 135 kg                                                                 | 143 kg                                                    | 155 kg                                                    | 155 kg                                                    |                                                           |                                                           |
| zul. Gesamtgewicht    | 310 kg                                                                 | 314 kg                                                                 | 295 kg                                                    | 320 kg                                                    | 320 kg                                                    |                                                           |                                                           |
| Tankinhalt            | 13,5 l (Reserve: 1,5 l)                                                | 13 l (Reserve: 1,5 l)                                                  | 13 l (Reserve: 2,5 l)                                     | 15 l (Reserve: 2,6 l)                                     | 15 l (Reserve: 2,6 l)                                     |                                                           |                                                           |
| Höchstgeschwindigkeit | 100 km/h                                                               | 100 km/h                                                               | 108 km/h                                                  | 104 km/h                                                  | 105 km/h                                                  |                                                           |                                                           |